# Guarenas (Venezuela)
Pour les articles homonymes, voir Guarenas.
Guarenas est le chef-lieu de la municipalité de Plaza dans l'État de Miranda au Venezuela. En 2011, sa population est estimée à 208 663 habitants.

## Géographie
Guarenas est située dans le Nord du territoire vénézuélien, à 32 km de Caracas, dans une vallée entourée de montagnes, à 374 m d'altitude. La ville est située sur les rives du río Guarenas. Elle est une ville-dortoir.

## Histoire
La ville est fondée le 14 février 1621 sous le nom de Nuestra Señora de la Copacabana de los Guarenas. En raison de l'opposition des encomenderos la ville ne fut constituée jusqu'à 1623 en vertu d'un arrêt émis par la Real Audiencia de Santo Domingo.
l’ensemble de manifestations et d’émeutes survenues le 27 février 1989 à Caracas et connues comme Caracazo commencent à Guarenas.

## Personnalités liées à la ville
Benito Canónico (1894-1971), compositeur, musicien et orchestrateur auteur de la chanson El Totumo de Guarenas.
Caupolicán Ovalles (1936-2001), écrivain surrealiste.

## Sources
- (es) Cet article est partiellement ou en totalité issu de l’article de Wikipédia en espagnol intitulé « Guarenas » (voir la liste des auteurs).